# Матвеенко, Николай Григорьевич
Николай Григорьевич Матвеенко (5 мая 1854, Санкт-Петербург — 15 марта 1918, Петроград) — военный юрист, главный военно-морской прокурор Российской империи, действительный тайный советник.

## Биография
Родился 5 мая 1854 году в дворянской семье. Учился в Александровском лицее (в 1874 году окончил его с чином XII класса) и 18 мая того же года поступил на гражданскую службу. Служа по военно-морскому ведомству, он в 1888 году в чине коллежского асессора занимал должность обер-аудитора Главного военно-морского судного управления, а затем был назначен старшим делопроизводителем того же управления; произведён в надворные советники, затем в коллежские советники и 22 мая 1895 года — в статские советники.
29 апреля 1896 года Матвеенко был назначен прокурором при Кронштадтском военно-морском суде и занимал этот пост почти в течение 10 лет, получив 9 апреля 1900 года чин действительного статского советника. 3 января 1906 года он сменил на посту главного морского прокурора — начальника Главного военно-морского судного управления К. Ф. Виноградова и оставался на этой должности вплоть до 1917 года. Одновременно, с 24 октября 1893 года, Матвеенко был членом Комиссии при Морском министерстве по морскому праву и законоведению.
Деятельность Матвеенко в качестве главного военно-морского прокурора была неоднократно отмечена верховной властью, в том числе производством в тайные советники (6 декабря 1906 года) и действительные тайные советники (6 декабря 1913 года) и рядом орденов. В 1907 году, по его представлению, был создан Архангельский флотский дисциплинарный экипаж
Бывший морским министром в 1911 — 1917 годах адмирал И. К. Григорович утверждал, что на место главного военно-морского прокурора, занимаемое Матвеенко, не видит лучшего кандидата, а если таковой и есть, "то он ещё очень молод, и пожалуй, неопытен, для такой большой должности (полковник Л. Д. Твёрдый)".
Был женат на Любови Ивановне Дмитриевой и имел единственного сына Николая (род. 1895). На 1917 год супруги Матвеенко проживали в Петрограде по адресу Зверинская улица, 33.
Скончался в Петрограде, похоронен 18 марта 1918 года на Смоленском кладбище.

## Награды
Матвеенко имел знак отличия за XL лет беспорочной службы и был награждён многими орденами, в их числе:
- Орден Святой Анны 3-й степени (1887 год)
- Орден Святого Станислава 2-й степени (1890 год)
- Орден Святого Владимира 4-й степени (1893 год)
- Орден Святого Владимира 3-й степени (1896 год)
- Орден Святого Станислава 1-й степени (6 апреля 1903 года)
- Орден Святой Анны 1-й степени (1905 года)
- Орден Святого Владимира 2-й степени (13 апреля 1908 года)
- Орден Белого орла (1911 год)
- Орден Святого Александра Невского (6 декабря 1915 года)